# 過關投注
過關（英語：All Up）是一種常見的投注方式，即選擇多於一場賽事並於每關選擇最少一項投注種類。在香港，香港賽馬會接受足球過關場次最多為8場，賽馬最多為6場。在澳門，澳門賽馬會接受賽馬過關場次最多為6場。

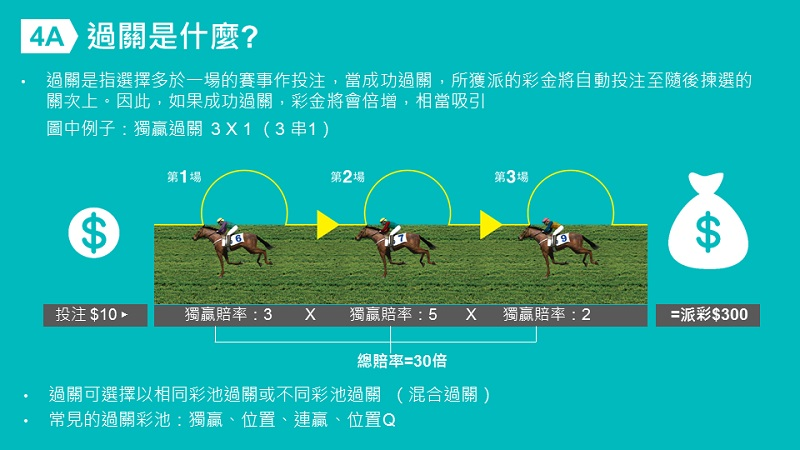
過關是甚麼?

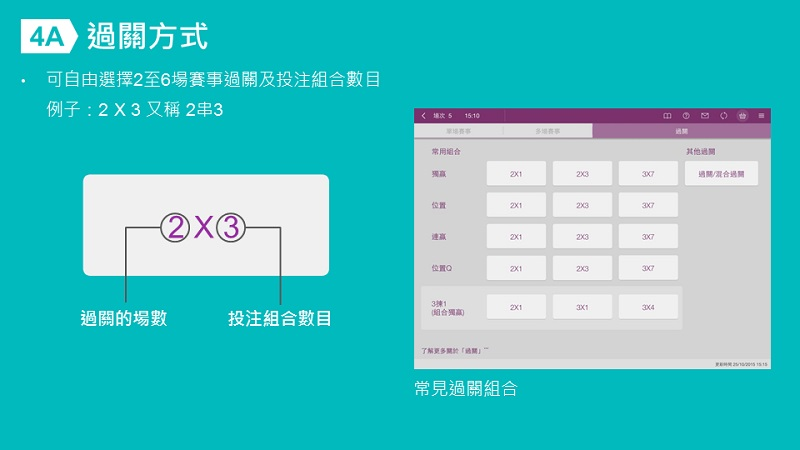
常見過關方式

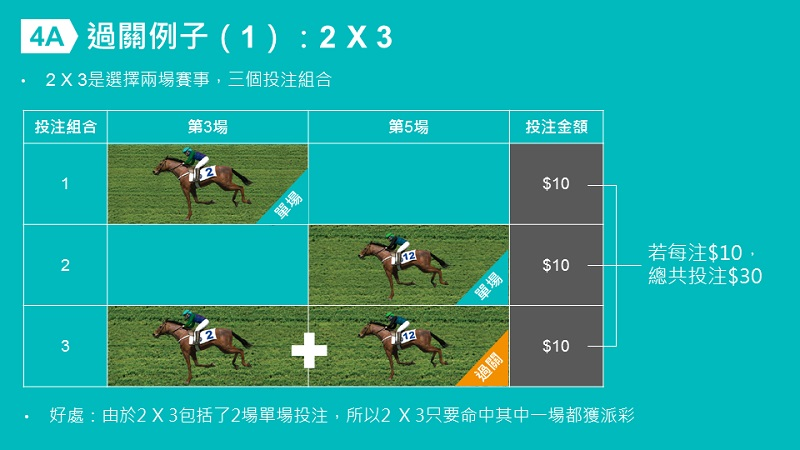
過關例子2X3

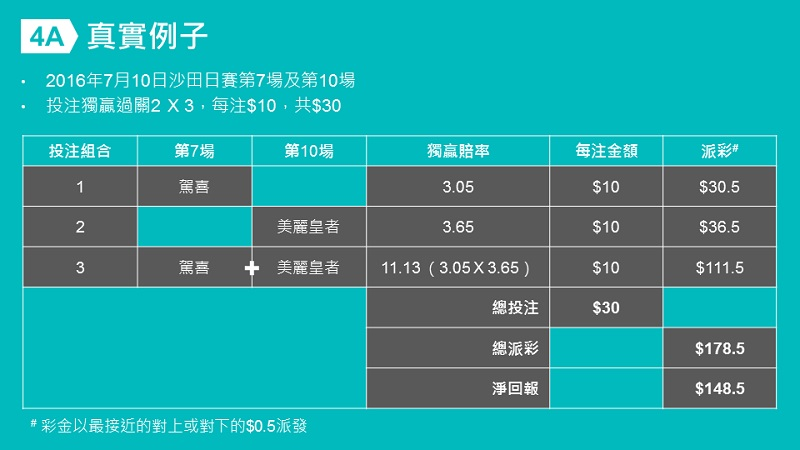
過關例子2X3

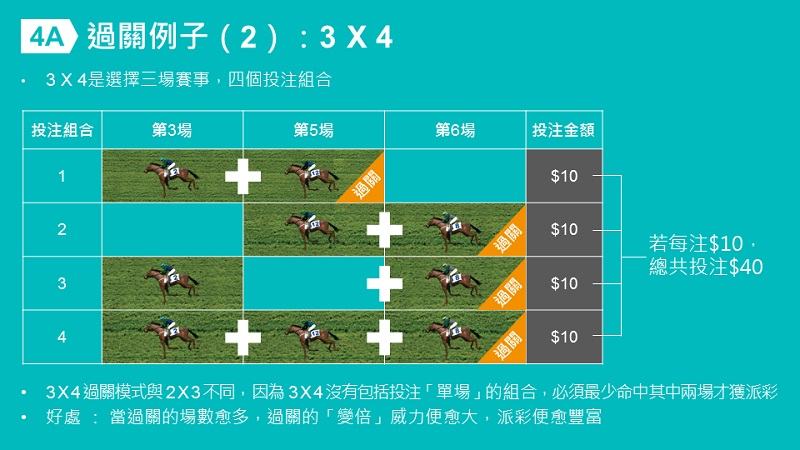
過關例子3X4

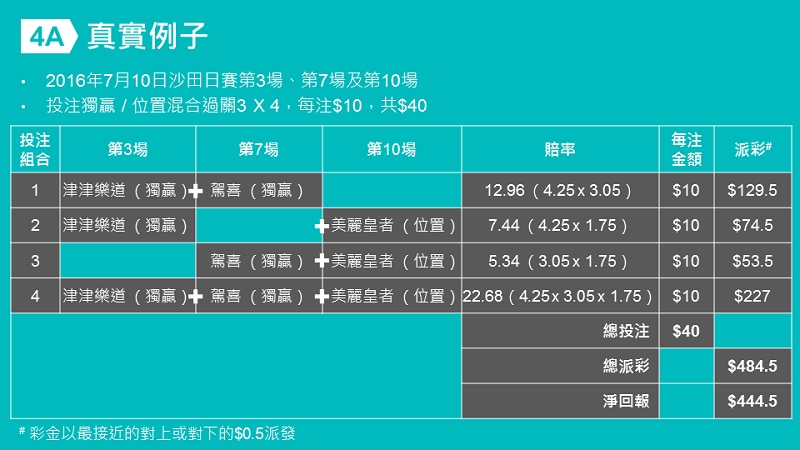
過關例子3X4

## 玩法
香港賽馬會賽馬
選二至六關賽事，每關可選擇混合不同的投注種類下注，包括獨贏、位置、連贏、位置Q及3揀1（組合獨贏），一旦成功過關，獲派彩金更會自動投注至您隨後揀選的關次上，彩金將會倍增，相當吸引。
單T亦設有過關方式投注，選二至三關賽事，每關必須選擇單T下注，並不接受與其他投注種類作混合過關。
如果投注的赛事被宣布取消或无效，则本关赛果一律以“赔率为1倍”过关。
澳門賽馬會賽馬
選二至六關賽事，每關可選擇混合不同的投注種類下注，包括獨贏、位置及連贏及位置Q。

## 投注金額
每注最低投注金額為港幣$10或澳門幣$10。

## 靈活玩
在香港賽馬會投注賽馬混合過關，如每票總額達港幣$100或以上，可以靈活玩方式投注，而每注最低投注金額為港幣$1。

## 派彩上限
香港賽馬的過關最高派彩不設上限，而足智彩就有。
足球過關2-5關，最高派彩港幣$5,000,000。
足球過關6關或以上，最高派彩港幣$10,000,000。

## 外部連結
- 香港賽馬會的官方網站 （页面存档备份，存于）
- What is an All Up? （页面存档备份，存于）
- 澳門混合彩池過關簡介 （页面存档备份，存于）

## 資料來源
1. ↑  .   [2018-09-20]. （原始内容存档于2018-09-20）.
2. ↑  .   [2017-01-17]. （原始内容存档于2020-08-04）.